# Anodontosaurus
Anodontosaurus – rodzaj ankylozaura żyjącego w późnej kredzie na terenach dzisiejszej Ameryki Północnej. Gatunkiem typowym jest opisany w 1929 roku przez Charlesa Sternberga A. lambei. Holotypem jest materiał kopalny oznaczony CMN 8530 z zachowaną prawie kompletną, ale ciężko uszkodzoną czaszką, żuchwą, pojedynczym kręgiem ogonowym, kością kulszową, paliczkiem tylnej kończyny, jednym z kostnych półpierścieni chroniących kark oraz płytami pancerza. Holotyp A. lambei odkryto w osadach formacji Horseshoe Canyon w kanadyjskiej prowincji Alberta; Arbour i Currie (2013) zaliczyli do tego gatunku również kilka innych okazów odkrytych w osadach formacji Horseshoe Canyon, a ponadto także okaz TMP 1997.132.01 (z zachowaną czaszką, trzema kręgami szyjnymi, żebrami, łopatką, lewą kością ramienną, promieniową i łokciową, kością piszczelową i co najmniej jednym z kostnych półpierścieni chroniących kark) odkryty w osadach formacji Dinosaur Park na terenie Alberty. Coombs (1978) uznał Anodontosaurus za młodszy synonim rodzaju Euoplocephalus; za nim także inni autorzy synonimizowali Anodontosaurus z Euoplocephalus. Arbour (2010) stwierdziła jednak, że skamieniałości ankylozaurów odkryte w osadach formacji Horseshoe Canyon na tyle różnią się od skamieniałości Euoplocephalus, że uzasadnia to wydzielenie ich do odrębnego rodzaju; Anodontosaurus, którego holotyp pochodzi z tej formacji, jest więc ważnym taksonem odrębnym od Euoplocephalus. A. lambei różni się od E. tutus kształtem czaszki i kostnego półpierścienia chroniącego kark. Inne skamieniałości z formacji Horseshoe Canyon dowodzą, że ankylozaury te różniły się też budową maczugi ogonowej; u Anodontosaurus stosunek szerokości do długości maczugi był większy niż u Euoplocephalus. Dodatkowo u A. lambei na maczudze ogonowej występowały spiczaste, trójkątne osteodermy.